# Fukuyama Masaharu ANOTHER WORKS remixed by Piston Nishizawa
『Fukuyama Masaharu ANOTHER WORKS remixed by Piston Nishizawa』（フクヤマ・マサハル・アナザー・ワークス・リミックスド・バイ・ピストン・ニシザワ）は、福山雅治のリミックスアルバム。2006年5月24日に発売された。発売元はBMG JAPAN（現・Ariola Japan）。

## 概要
ピストン西沢によってリミックスされた福山雅治の楽曲を収録したアルバム。
初回限定盤には映像版ベスト・リミックス“MAGNUM VIDEO REMIX”を収録したDVDが付いている。
シングル「milk tea／美しき花」と同時発売され、両方の商品を購入すると抽選でスペシャル・グッズがプレゼントされたり、もれなく期間限定スペシャル・ウェブ・サイトにアクセスできるパスワードが付いている（アルバム初回限定盤のみ）キャンペーンが行われた。

## 収録曲
1. Heart
12thシングル「Heart／you」の1曲目のリミックス。
2. Pa Pa Pa
10thシングル「HELLO」のカップリング曲のリミックス。
3. 桜坂 〜featuring WISE
15thシングルのリミックス。
4. HEAVEN
14thシングル「HEAVEN／Squall」の1曲目のリミックス。
5. IT'S ONLY LOVE
9thシングル「IT'S ONLY LOVE／SORRY BABY」の1曲目のリミックス。
6. Dear
6thアルバム『ON AND ON』収録曲のリミックス。
7. you
12thシングル「Heart／you」の2曲目のリミックス。
8. Good night
5thシングルのリミックス。
9. 恋人
8thシングル「All My Loving／恋人」の2曲目のリミックス。
10. HELLO
10thシングルのリミックス。
11. Message
11thシングルのリミックス。
12. Peach!!
13thシングル「Peach!!／Heart of Xmas」の1曲目のリミックス。
13. Like A Hurricane
12thシングル「Heart／you」のカップリング曲のリミックス。